# Hovhannes VIII (ormiański patriarcha Konstantynopola)
Hovhannes VIII (ur. ?, zm. ?) – w latach 1714–1715 48. ormiański Patriarcha Konstantynopola.